# 乗っチャリパス
乗っチャリパス（のっチャリパス）は、福岡市交通局が発行する企画定期乗車券である。

## 概要
福岡市地下鉄の定期券（JR九州及び西鉄との連絡定期を含むが、JR九州及び西鉄では発売していない）と、福岡市営の自転車駐輪場の定期券を1枚にまとめたもの。有効期間の設定は、通勤・通学とも1箇月・3箇月・6箇月である。発売額は地下鉄定期運賃と駐輪場定期料金の合計から所定の割引額を引いた額である。割引額は通勤・通学の別、有効期間の別、自転車用・原付用の別により異なる。

## 沿革
- 2001年（平成13年）12月1日 - 発売開始。